# 工藤パン
株式会社工藤パン（くどうパン）は、青森県青森市に本社を置く製パン業者である。本社とむつ市に製造工場を持つ。

## 概要
1932年（昭和7年）4月、現在の青森県むつ市赤川で、工藤半右衛門が小さなパン工場を創業したことに始まる。赤川から見て北西の大湊は海軍の軍港があり人口が多かったことから、パン需要を見込んで同地へ1940年（昭和15年）12月に移転して、パン店を開いた。太平洋戦争開戦後の1942年（昭和17年）4月に大湊要港部指定工場となり、日本の敗戦まで海軍にパンを納入した。
青森市で学校給食が始まると聞き、1947年（昭和22年）に青森市へ移り、翌年1月には青森県庁から配給パン工場に指定され、11月に法人化（有限会社）した。1950年（昭和25年）8月、青森市中心街の古川で、2階をレストランにした直営店を開業した。青森市移転に際して目標とした学校給食へのパン供給は、翌1951年（昭和26年）2月に実現した。1956年（昭和31年）4月、株式会社化した。
1989年（平成元年）12月に山崎製パンと業務提携し、1991年（平成3年）には山崎製パン系コンビニエンスストアの展開を、2000年（平成12年）10月からは山崎製パンブランド商品の生産を、それぞれ始めた。山崎製パンの商品で当社が受託製造したもののにつけられる製造所固有記号は「KD」。
青森県内には十和田市に山崎製パン工場があるが、山崎製パンが地元製パン会社の「栄作堂」を吸収合併したものである。
工藤パン製品を置く商店などに設置されている工藤パン看板は、「工」の自体が草書体（崩し字）に近いため「ユ藤パン」に見える。書家に依頼したことによるとも言われるが詳細は不明で、「ゆとうぱん」と読んでしまうこともある。近年は、四角の中にローマ字で「KUDOPAN」と表記されたロゴが使われている。

## 商品の特徴
多数のオリジナル菓子パンや惣菜パンがロングセラーで県内外に多くのファンがおり、全国的メディアで「青森の隠れた名品」として多く扱われる。昔ながらの商品が多いが、季節商品を始めとする定番商品のバリエーション展開や新規商品も開発している。カツサンドなどの調理パン製造は子会社の幸福の寿し本舗へ委託している。

### 主な商品

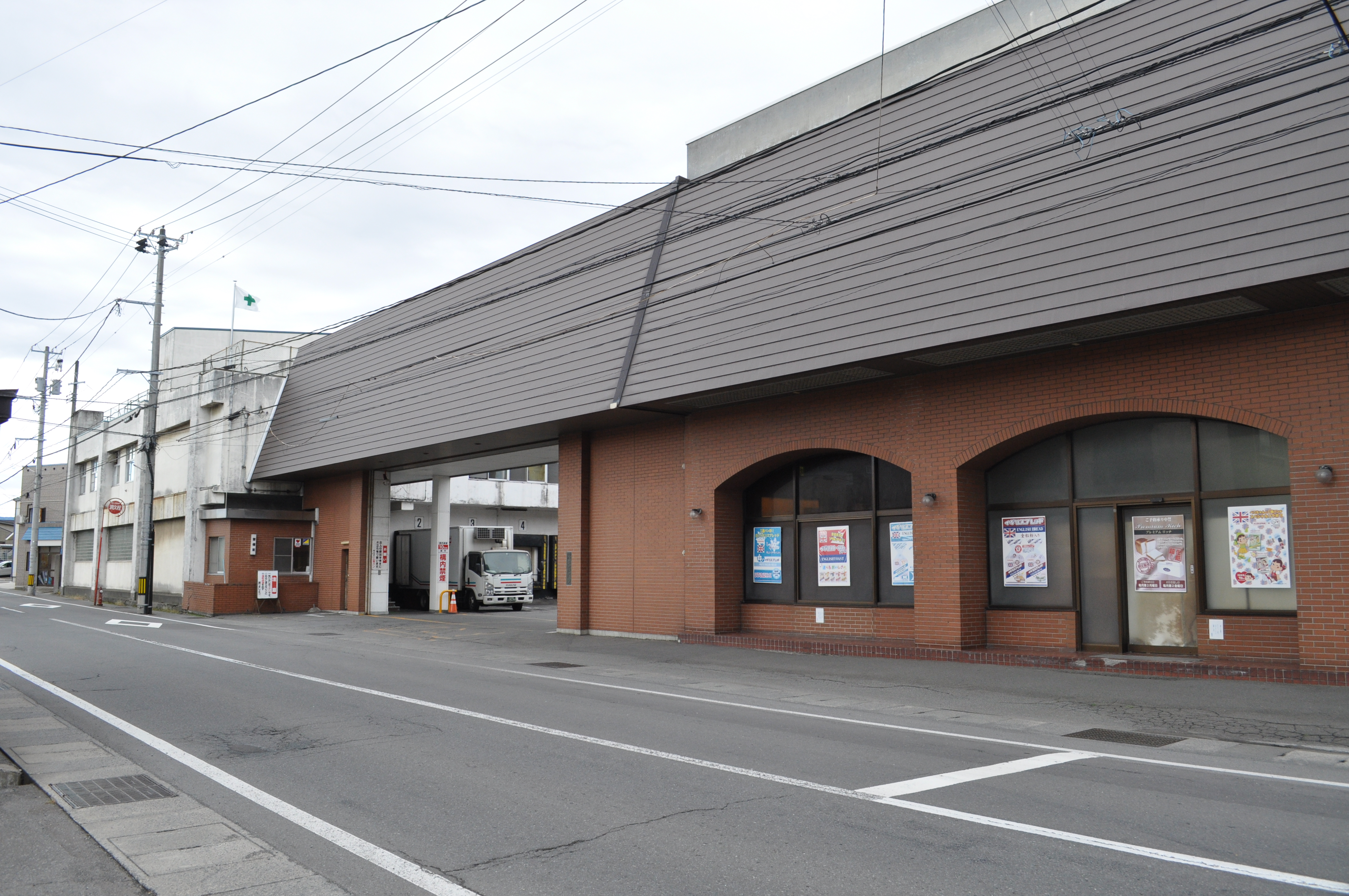
本社工場外観
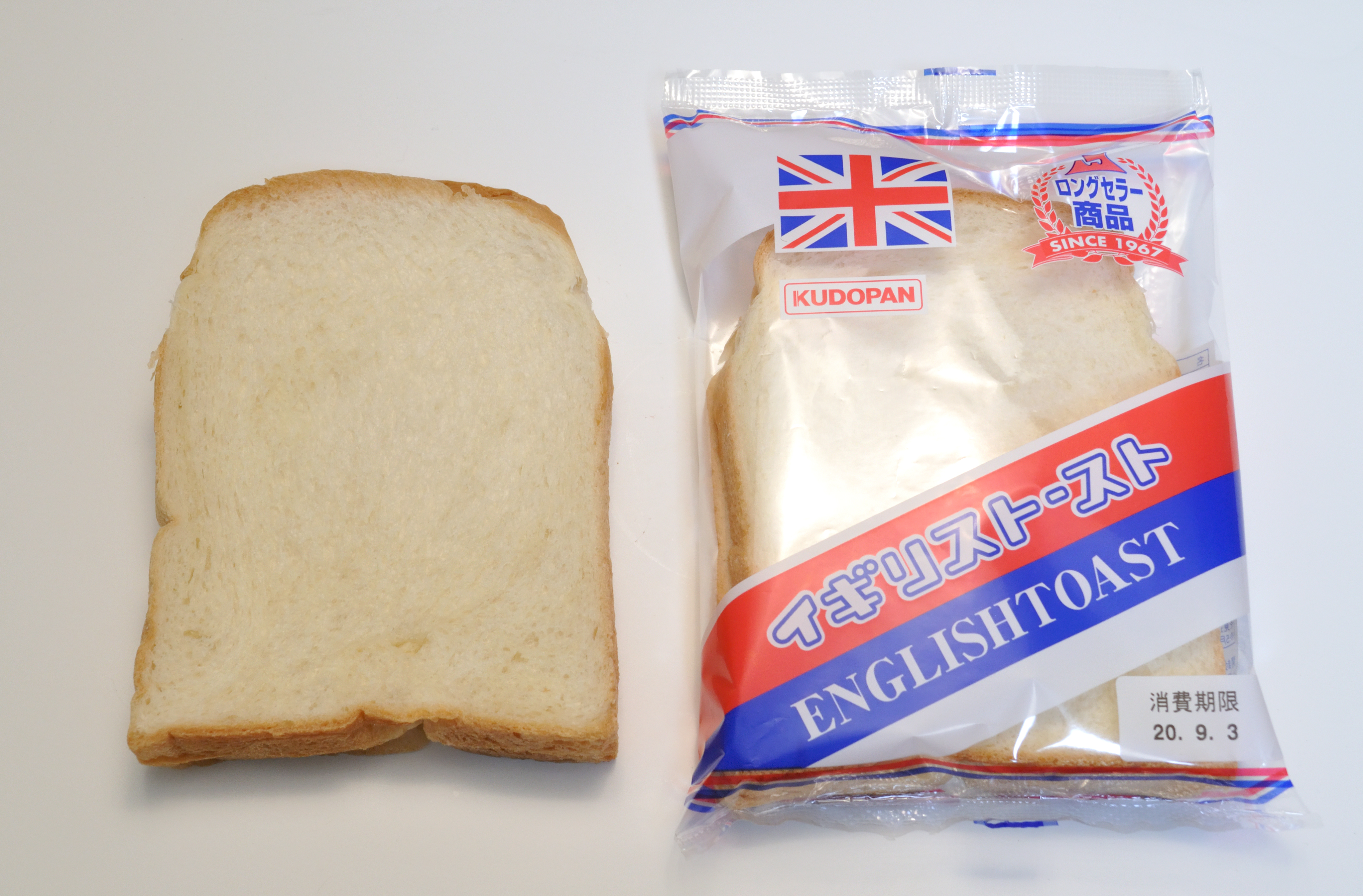
イギリストースト
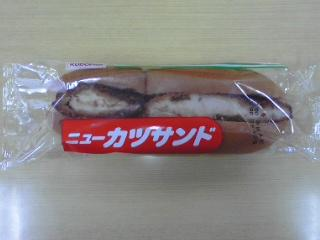
ニューカツサンド
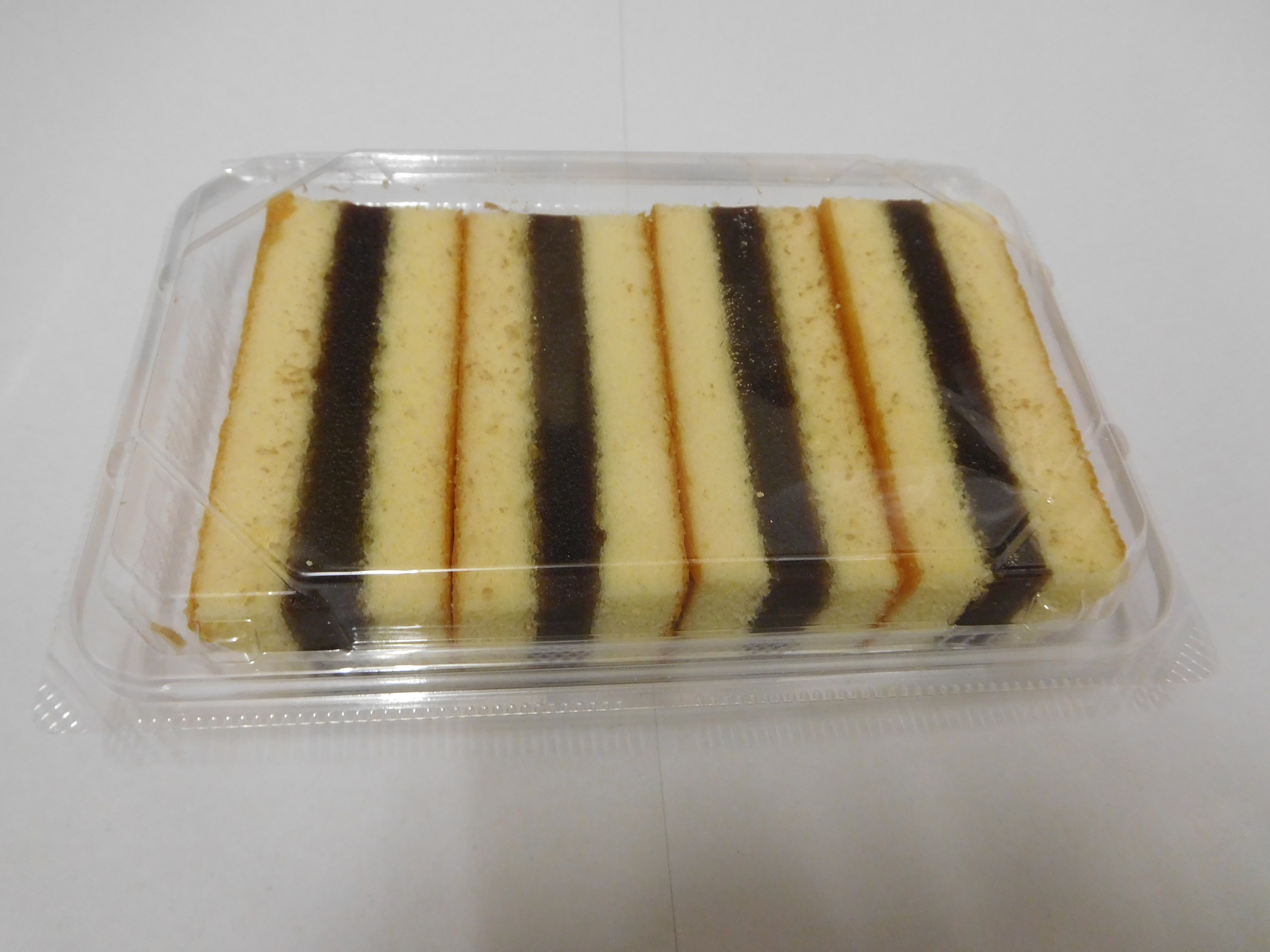
シベリア

イギリストースト
ホテルブレッド系の食パンにマーガリンとグラニュー糖を挟んだ菓子パンで、全国的には「マーガリントースト」あるいは「バターシュガートースト」とも呼称される。
バリーエーション商品も販売される。2013年10月に青森放送創立60周年記念として、青森放送と麻生しおりがプロデュースしたコラボ商品を発売した。2014年10月に青森放送のラジオ新番組開始に伴い、コラボ商品3種類を発売した。
ニューカツサンド
コッペパンにチキンカツと千切りキャベツを挟んだ調理パン。青森県内の「カツサンド」は、全国的なサンドイッチタイプではなく「ニューカツサンド」が一般的である。
フレッシュランチ
山崎製パン商品「ランチパック」の技術提携で製造しているブランド。
秋田県で同じく山崎製パン商品を委託製造するたけや製パンで、2007年秋以降に「フレッシュランチ」が販売されるが2010年春以降より「ヤマザキランチパック」ライセンス製造品の流通比重が増え、2012年9月発売の「フレッシュランチ マロン&練乳クリーム」より期間限定商品として展開される。
カステラサンド
愛称は「三角パン」。パンにカステラ生地とホイップを挟んだ菓子パン。
一口まんじゅう
「工藤の和菓子」で販売されている16個入りの薄皮饅頭。
- 本社工場外観
- イギリストースト
- ニューカツサンド
- シベリア

## 沿革
公式サイトの沿革などによる。
- 1932年4月：創業者の工藤半衛門が、下北半島の赤川（現在のむつ市）にてパン工場を始める。
- 1947年12月：青森市へ移転。
- 1948年11月：有限会社工藤パンを設立。
- 1954年4月：株式会社工藤パンへ改組。
- 1978年4月：第二工場を青森市油川で操業開始。
- 1984年9月：有限会社幸福の寿し本舗を関連会社として設立。
- 1986年5月：財団法人工藤パン育英会を設立。
- 1989年12月：山崎製パンと業務提携。
- 1991年
  - 4月：サンショップヤマザキとエリアフランチャイズ契約を結び、デイリー事業部を開設する。
  - 11月：ヤマザキデイリーストアの青森県第一号店を青森市に開店する。
- 2000年10月：山崎製パンとのライセンス契約を結び、ヤマザキ製品の一部の受託製造を開始。
- 2002年4月：デイリーヤマザキの南部地区への展開を開始。

## 主な事業
- 自社製パン商品の製造と販売。
- 山崎製パン委託商品の製造と販売。
- 和菓子と洋菓子の製造と販売。
- 青森地区デイリーヤマザキのエリアフランチャイズ経営。
- 古川の「910」の経営。
  - 2000年代前半まで青森西バイパス沿いで「ファミリーレストランくどーぱん」を営業していたが、東北新幹線新青森駅駅前整備に伴い閉店している。また、青森市中心街の新町にあった直営店はデイリーヤマザキに転換した。
- 学校給食のパン・米飯の製造・運搬。